# کریستین گامبوا
کریستین گامبوا (انگلیسی: Cristian Gamboa؛ زاده ۲۴ اکتبر ۱۹۸۹) یک بازیکن فوتبال اهل کاستاریکا است.
وی همچنین در تیم ملی فوتبال کاستاریکا بازی کرده‌است.